# Сейвал
Сейвалите (Balaenoptera borealis) са вид едри бозайници от семейство Ивичести китове (Balaenoptiidae). Разпространени са в океаните по целия свят, като предпочитат дълбоки води в открито море. Избягват полярните и тропически области и полузатворените водни басейни. Сейвалът достига дължина от 20 m и маса от 45 t. Той е сред най-бързите китоподобни, като на къси разстояния може да достига скорост от 50 km/h. Популацията на сейвала е силно засегната от интензивния улов и от края на 20 век той е международно защитен вид. Към 2006 година числеността му е около 54 хиляди екземпляра.